# Humanoid Woman
Humanoid Woman (Russisch: Через тернии к звёздам, Tsjerez ternii k zvjozdam) is een Russische film uit 1981. De regie was in handen van Richard Viktorov en Nikolaj Viktorov

## Verhaal
Een ruimtesonde wordt vernietigd. Slechts een inzittende overleeft de vernietiging: een humanoïde vrouw. Hoewel ze eruitziet als een normaal mens, is er duidelijk meer aan de hand met haar. Ze belandt op de aarde waar ze een zo normaal mogelijk leven probeert te leiden, maar haar mysterieuze en soms gevaarlijke krachten hinderen haar hierbij.

## Cast
| Acteur               | Personage                  |
| -------------------- | -------------------------- |
| Jelena Metjolkina    | Niya                       |
| Vadim Ledogorov      | cadet Stepan Lebedev       |
| Uldis Lieldidz       | Sergei Lebedev             |
| Yelena Fadeyeva      | Maria Pavlovna             |
| Vatslav Dvorzjetski  | Petr Petrovich             |
| Nadezjda Semjontsova | Professor Nadezhda Ivanova |
| Aleksandr Lazarev    | Professor Klimov           |
| Aleksandr Michajlov  | Dreier                     |

## Achtergrond
De film staat ook bekend onder de titels “Per Aspera Ad Astra” en “To the Stars by Hard Ways”.
De film werd bespot in de televisieserie Mystery Science Theater 3000